# Trasno
Un trasno (del latín "trans gradi") es un ser mitológico tradicional gallego que, según la tradición, habita en el hogar y se dedica a gastar bromas pesadas.

## Descripción
El Dicionario dos seres míticos galegos los describe como «seres de estatura pequeña, rabo, cuerno y patas de cabra». Se les representa también como un hombrecillo cojo, con gorro de punta, barba larga y un agujero en su mano izquierda.

## Actividad
Su presencia se nota cuando encontramos algo en un lugar distinto del que lo habíamos dejado, cuando desaparece un objeto personal, cuando una ventana o puerta se cierra de repente o cuando un animal doméstico se asusta. A diferencia de los poltergeist, los trasnos no se limitan a habitar una vivienda, sino que siguen a sus habitantes cuando estos se mudan.
Según la mitología, se les puede entretener dejándoles semillas en algún lugar de la casa. Por una parte, solo saben contar hasta diez y, por otro, cuando se ponen a contarlas, se les deslizan por el agujero de la mano izquierda, obligándoles a empezar una y otra vez.